# Sofiya Nzau
Sofiya Nzau (* 2000 in Miruri als Sofiya Wanjiku) ist eine kenianische Sängerin und Songwriterin.

## Leben
Sofiya Nzau arbeitete von 2015 bis 2020 als Straßenhändlerin und Haushaltshilfe in Thika. Nachdem die Covid-19-Pandemie Kenia erreicht hatte, kündigte sie im Dezember 2020 ihre Jobs und wurde Songwriterin. Ihr Ehemann, ein Musikproduzent, unterstützte sie dabei. Sie schrieb einige Songs in der Bantusprache Kikuyu, die sie als Sound- und Sprachpakete auf diversen Plattformen für Musikproduzenten hochlud.
2023 nahm der brasilianische DJ Zerb ihren Song Mwaki (auf Deutsch: Feuer) und remixte den Song als House. Das Lied verbreitete sich über TikTok und wurde schließlich ein viraler Hit. Als sich herausstellte, das der Song ein internationaler Hit wird, wurden Stimmen laut, die Zerb Ausbeutung vorwarfen. Nzau stellte sich dem entgegen und sagte, dass sie den Verbreitungsweg selbst gewählt habe. Zudem habe sie mit Zerb eine Vereinbarung getroffen, von der sie finanziell profitieren würde. Im Anschluss erhielt sie bei der kommerziellen Auswertung auch einen Credit bei dem Song und wird in den Chartlisten gleichberechtigt geführt. Im Dezember 2023 trat sie außerdem in Nairobi live mit dem Song auf. Im Januar 2024 wurde das Video zu dem Song im kenianischen Nationalpark Hell’s Gate abgedreht.
Im Januar 2025 veröffentlichte Nzau die Single Wacuka zusammen mit dem deutschen Dj Avaion auf Sony Music.

## Diskografie

### Alben
- 2023: Family (26 Records)

### Singles
- 2022: Hurt No More
- 2022: Kúra
- 2022: Daci (mit Tim Hox & East & Young)
- 2023: Baobá (mit Ramiro Moreno)
- 2023: Kenya (mit El Porto)
- 2023: Mwaki (mit Zerb)
- 2023: Saufiya
- 2023: Just Another Woman
- 2023: Mwanake (mit Yuri Haal)
- 2023: Ouria Deka (mit Touzani)
- 2024: Na Wose (mit UPZ)
- 2023: Slow Down (mit Muisumena)
- 2023: Dikoima (mit Backeer & Elline)
- 2024: Sondans (mit Basti Grub)
- 2024: Batié (mit AllBallonsPop)
- 2024: Karimu (mit Irenee S & Don Dala)
- 2024: Mationaga (mit Louis Bongo)
- 2024: Issara (mit Sohno)
- 2024: Jamuke (mit Harjex)
- 2025: Wacuka (mit Avaion)

## Auszeichnungen für Musikverkäufe
| Goldene Schallplatte - Spanien - 2024: für die Single Mwaki Platin-Schallplatte - Frankreich - 2025: für die Single Mwaki - Italien - 2024: für die Single Mwaki | 2× Platin-Schallplatte - Griechenland - 2025: für die Single Mwaki |

Anmerkung: Auszeichnungen in Ländern aus den Charttabellen bzw. Chartboxen sind in ebendiesen zu finden.
| Land/RegionAuszeichnungen für Musikverkäufe (Land/Region, Auszeichnungen, Verkäufe, Quellen) | Silber  | Gold  | Platin     | Verkäufe | Quellen             |
| -------------------------------------------------------------------------------------------- | ------- | ----- | ---------- | -------- | ------------------- |
| Frankreich (SNEP)                                                                            | —       | —     | Platin1    | 200.000  | snepmusique.com     |
| Griechenland (IFPI)                                                                          | —       | —     | 2× Platin2 | 40.000   | Einzelnachweise     |
| Italien (FIMI)                                                                               | —       | —     | Platin1    | 100.000  | fimi.it             |
| Spanien (Promusicae)                                                                         | —       | Gold1 | —          | 30.000   | elportaldemusica.es |
| Vereinigtes Königreich (BPI)                                                                 | Silber1 | —     | —          | 200.000  | bpi.co.uk           |
| Insgesamt                                                                                    | Silber1 | Gold1 | 4× Platin4 |          |                     |